# کریستف ویلیبالد گلوک
کریستف ویلیبالد ریتر فون گلوک (به آلمانی: Christoph Willibald Ritter von Gluck) یک آهنگساز آلمانی بود.
در ۲ ژوئیه ۱۷۱۴ در ارازباخ Erasbach به دنیا آمد و در ۱۵ نوامبر ۱۷۸۷ در وین در گذشت.

## زندگی و کار

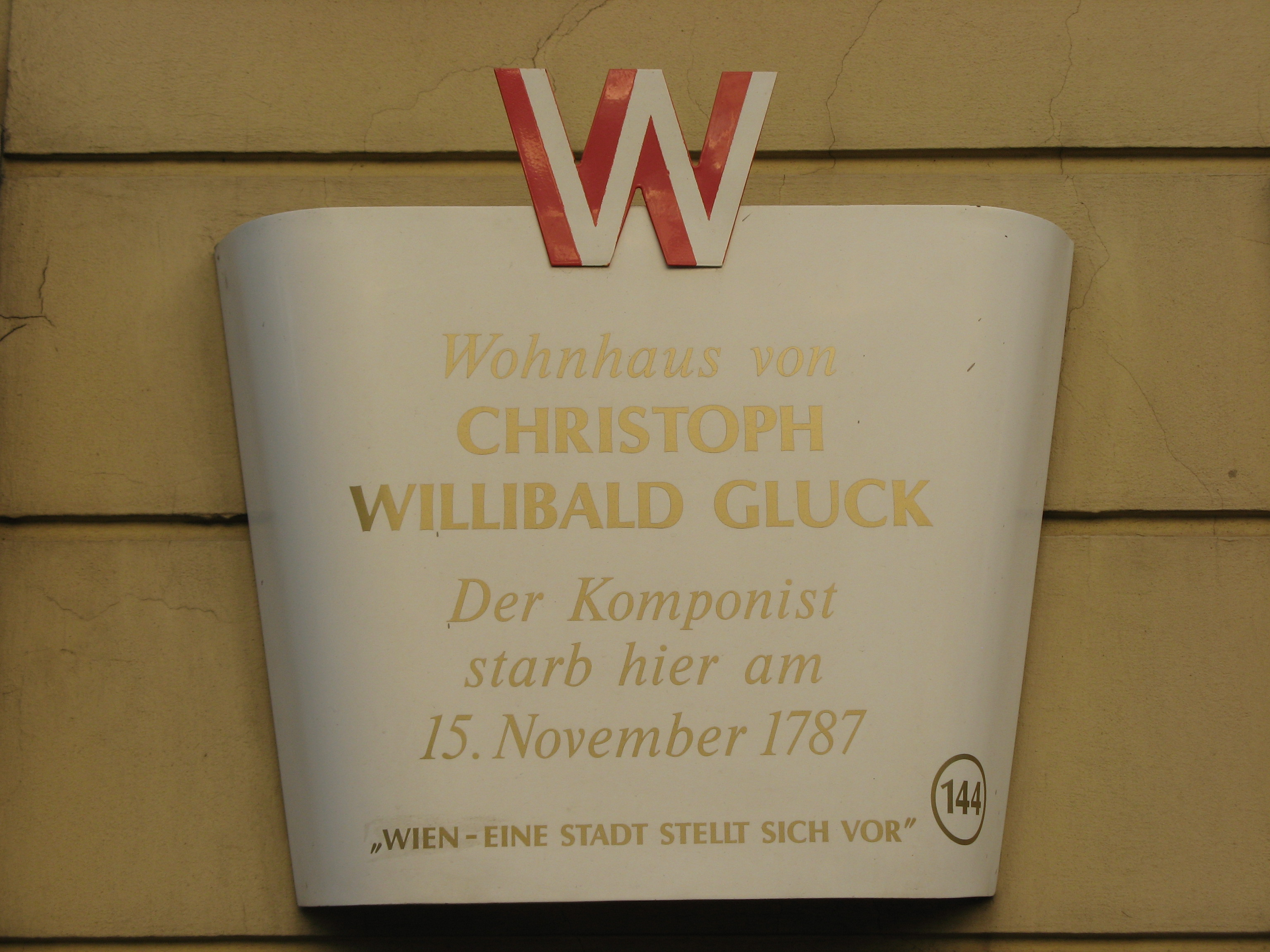
لوح یادبود در خانه ای که کریستوف ویلیبالد گلوک در آن زندگی کرد و درگذشت.

اولین اجداد شناخته شده گلوک، پدربزرگش، سیمون گلوک فون راکنزان است که نام او در قرارداد ازدواج (1672) پسرش، جنگلبان یوهان (هانس) آدام گلوک (حدود 1649-1722) و پدربزرگ کریستوف ثبت شده است. [2][3] اعتقاد بر این است که "Rockenzahn" Rokycany است که در بخش مرکزی غرب بوهمیا (حدود 70 کیلومتری جنوب غربی پراگ و 16 کیلومتری شرق Pilsen) واقع شده است.[4] نام خانوادگی گلوک (همچنین گلوک، کلوخ، کلوچ و غیره نیز نوشته می شود) احتمالاً از کلمه چکی برای پسر (کلوک) آمده است.[2] در املای مختلف آن، مکرراً در اسناد روکیجانی آمده است.[3] در حدود سال 1675، هانس آدام در خدمت شاهزاده فردیناند آگوست فون لوبکوویتز، که دارای زمین های وسیعی در بوهم و همچنین شهرستان استورنشتاین-نویشتات در فلات بالایی بود، به Neustadt an der Waldnaab نقل مکان کرد.
پدر گلوک، الکساندر، در 28 اکتبر 1683 در Neustadt an der Waldnaab متولد شد. الکساندر در طی جنگ جانشینی اسپانیا در گروهی متشکل از 50 سرباز تحت فرماندهی فیلیپ هیازینث فون لوبکوویتز، پسر فردیناند آگوست فون لوبکوویتز، خدمت کرد[7] و طبق سنت خانواده گلوک، تا سطح یک تفنگدار تا مقام بزرگ ارتقا یافت. ژنرال نیروهای امپراتوری، یوجین ساوی.[8] در سال 1711 اسکندر در خارج از برچینگ به عنوان جنگلبان و شکارچی در خدمت صومعه Seligenporten، صومعه Plankstetten، و شهرداران Neumarkt در der Oberpfalz ساکن شد.[9] او در سال 1711 یا 1712 موقعیت خالی شکارچی را در اراسباخ گرفت (سلف او در جنگل تیراندازی شده بود).
درباره مادر گلوک، ماریا والبورگا، تقریباً هیچ چیز از جمله نام خانوادگی او مشخص نیست، اما او احتمالاً در همان منطقه ای بزرگ شده است که نام او از سنت والبورگا، خواهر سنت ویلیبالد، اولین اسقف آیشتات در همان نزدیکی است.[9] این زوج احتمالاً در حدود سال 1711 ازدواج کردند.[2] در سال 1713 اسکندر خانه ای در اراسباخ ساخت و تا 12 سپتامبر آن را تصرف کرد.
اگرچه هیچ سند مستندی مبنی بر تاریخ تولد گلوک در زمان تولد وجود ندارد، اما خود او آن را به عنوان 2 ژوئیه 1714 بر اساس سند رسمی درخواست شده توسط پاریس که در سال 1785 در وین در حضور سفیر فرانسه امانوئل ماری لوئی دو نوآل امضا کرد، ذکر کرد. . این تاریخ مدتهاست که عموماً پذیرفته شده است.[13] او در 4 ژوئیه 1714، کریستوفروس ویلیبالدوس، در روستای ویدن وانگ، [14] محله ای که در آن زمان شامل اراسباخ نیز می شد، غسل تعمید یافت. خود گلوک هرگز از نام ویلیبالد استفاده نکرد. کلیسا در ویدن وانگ به سنت ویلیبالد تقدیم شد (همانطور که کل اسقف نشین آیشتات که به آن تعلق داشت) و نام ویلیبالد اغلب به عنوان نام دوم در فهرست غسل تعمید یافت می شود. در هیچ سندی معاصر با زندگی گلوک از نام ویلیبالد استفاده نشده است. تنها در قرن نوزدهم، محققان شروع به استفاده از آن کردند تا آهنگساز را از برادر پدرش، یوهان کریستوف، متولد 1700، که قبلاً غسل تعمید او با آهنگساز اشتباه گرفته شده بود، متمایز کنند.
در سال تولد گلوک، معاهده راستات و معاهده بادن به جنگ جانشینی اسپانیا پایان داد و اراسباخ را تحت کنترل باواریا قرار داد.[16] پدر گلوک مجبور شد برای حفظ موقعیت خود دوباره درخواست دهد و تا سال 1715 که شروع به دریافت 20 گلدن کرد، هیچ حقوقی دریافت نکرد. او در سال 1715 در مجاورت ویدن وانگ به عنوان جنگلبان در خدمت صومعه سلیگنپورتن، و پس از سال 1715، همچنین در صومعه پلانکستن، شغل دیگری به دست آورد. در سال 1716 الکساندر گلوک به دلیل عملکرد ضعیف مورد اشاره قرار گرفت و به او هشدار داده شد که ممکن است خاتمه یابد.[17] او خانه خود را در آگوست 1717 فروخت و در اواخر سپتامبر اراسباخ را به طور داوطلبانه ترک کرد تا به عنوان جنگلبان در رایششتات استخدام شود و به دوشس توسکانی، [18] آنا ماریا فرانزیسکا ثروتمند ساکس-لاونبورگ، از سال 1708 از او جدا شد. شوهر جیان گاستون د مدیچی، آخرین دوک توسکانی.
در 1 آوریل 1722، الکساندر گلوک به عنوان استاد جنگل تحت مدیریت کنت فیلیپ جوزف فون کینسکی در بومیش کامنیتس، جایی که کینسکی قلمروهای خود را افزایش داده بود، منصوب شد.[20] خانواده به خانه جنگلبان در نزدیکی اوبرکریبیتز نقل مکان کردند.

## برخی از آثار
- کنسرتو فلوت
- حدود ۱۸ سمفونی (برخی با سندیت مبهم)
- ۶ سونات برای ۲ ویولن و باس کنتینو
- فهرست آثار
- فهرست اپراها با جزئیات
- فهرست باله‌ها با جزئیات

## شنیدن آثار
- deezer
- youtube